# Cerynea veterata
Cerynea veterata là một loài bướm đêm trong họ Erebidae.